# Ornithoscelida
Ornithoscelida — гіпотетична клада динозаврів. Термін впровадив Томас Генрі Гакслі в 1867 році. Незабаром запропонована ним класифікація застаріла, коли динозаврів почали ділити на птахотазових і ящеротазових.
Термін відродили у 2017 році. На думку деяких дослідників, тероподи більш споріднені з птахотазовими динозаврами, ніж зі завроподоморфами.